# Marsais
Marsais ist eine französische Gemeinde mit 956 Einwohnern (Stand: 1. Januar 2022) im Département Charente-Maritime in der Region Nouvelle-Aquitaine; sie gehört zum Arrondissement Rochefort und ist Teil des Kantons Surgères. Die Einwohner werden Marsaisiens genannt.

## Geographie
Marsais liegt etwa 42 Kilometer östlich von La Rochelle. Umgeben wird Marsais von den Nachbargemeinden Val-du-Mignon mit Priaires im Norden, Dœuil-sur-le-Mignon im Osten, Saint-Félix und Bernay-Saint-Martin im Süden, Saint-Mard im Westen sowie Saint-Saturnin-du-Bois im Westen und Nordwesten.

## Bevölkerungsentwicklung
| Jahr                      | 1962 | 1968 | 1975 | 1982 | 1990 | 1999 | 2006 | 2012 |
| Einwohner                 | 897  | 870  | 748  | 713  | 702  | 785  | 858  | 911  |
| Quelle: Cassini und INSEE |      |      |      |      |      |      |      |      |

## Sehenswürdigkeiten
- Kirche Saint-Vivien (siehe auch: Liste der Monuments historiques in Marsais)

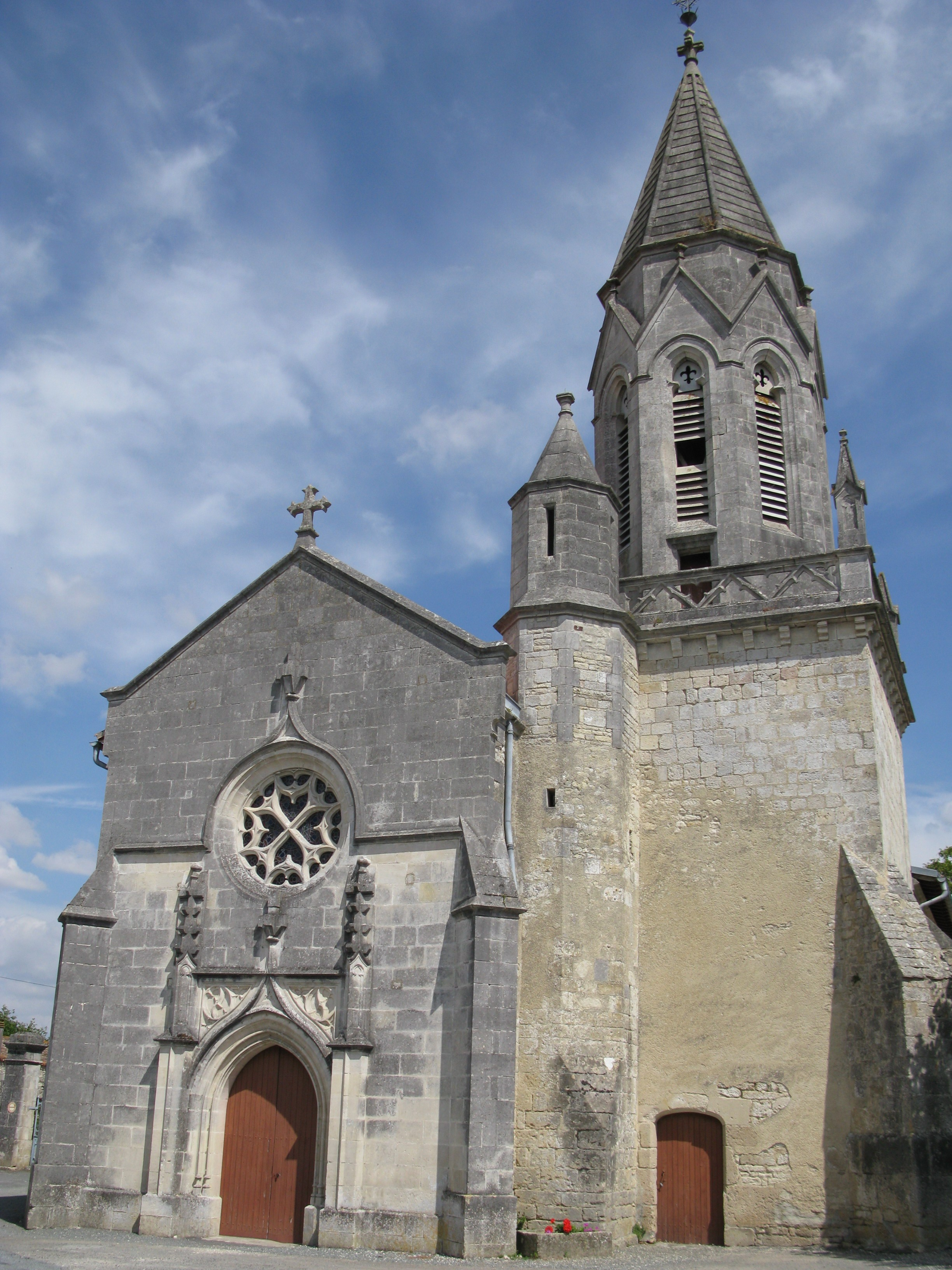
Kirche Saint-Vivien

- Reste des früheren Schlosses